# Thelypteris calypso
Thelypteris calypso är en kärrbräkenväxtart som beskrevs av L.D. Gómez. Thelypteris calypso ingår i släktet Thelypteris och familjen Thelypteridaceae. Inga underarter finns listade.